# Pedicularis kokpakensis
Pedicularis kokpakensis är en snyltrotsväxtart som beskrevs av Semiotr.. Pedicularis kokpakensis ingår i släktet spiror, och familjen snyltrotsväxter. Inga underarter finns listade i Catalogue of Life.